# 炭素価格

世界各国（米国は各州）におけるETSと炭素税の実施状況（2021年）
ETSが実施または予定されている
炭素税が導入または予定されている
ETSまたは炭素税を検討中である

炭素価格（たんそかかく）またはカーボンプライシング（英：Carbon pricing）は、温室効果ガスの排出に金銭的なコストを課すことを指し、政府が気候変動を緩和するために用いる手法で、気候変動の主な原因である化石燃料の燃焼を抑制するよう、直接的および間接的化石燃料使用者に促す目的で実施されている。炭素価格は、化石燃料からの二酸化炭素がネガティブな外部性、平易に言えば有害産物であるにもかかわらず、その処理に関してその排出者は金銭的な責任を一切負ってこなかったという問題に対する対策である。

各国のETS二酸化炭素排出価格推移（トン当たりユーロ）。EU-ETS（黒）やスイス（水色）では2021年あたりから高値推移しているのに対し、世界最大の二酸化炭素排出国である中国（緑）ではETS開始以来安価なまま殆ど上昇していない。

通常「カーボンプライシング」は排出二酸化炭素に価格をつけることを意味し、「炭素価格」（または「カーボンプライス」）はそのつけられた価格そのものを指す。前者の意味で用いられる用語としては「炭素価格」でなく「カーボンプライシング」が常用されるが、この記事では「カーボンプライシング」も「カーボンプライス」も「炭素価格」で統一する。

## 概要
多くの経済学者は効率的な対策のコストと化石燃料の利用制限による不便さの両方を考慮したうえで、炭素価格を排出削減のための最も経済的に効率的な手段であると考えている。炭素排出のネガティブな外部性に金銭的価格をつけることで、経済的負担ゼロで放出し放題であり続けた二酸化炭素炭素排出による外部コストという市場の失敗をその根源から排除することにより、効果が実現される。
炭素価格は通常、炭素税または排出量取引制度（ETS、キャップ・アンド・トレード：排出量上限/排出枠の設定と排出量取引）の形をとり、排出者（企業など）に排出許可を購入させる仕組みである。炭素税はその簡潔さと安定性から経済的観点で一般的に支持されている。一方ETSは理論的には残りのカーボンバジェットに対し排出枠を制限することを目的とする。これらはともに温室効果ガス排出を削減するための効率的な政策であると広く認識されている。二酸化炭素の枠を超えたETSは一般に排出権取引という用語で説明されるが、この記事では混同を防ぎ二酸化炭素排出に特化して述べるためETSで統一する。
2019年、国連事務総長は各国政府に対して炭素に課税するよう求めた。2021年には世界の温室効果ガス排出量の21.7%が炭素価格の対象となっている。ヨーロッパのほとんどの国やカナダは炭素価格を導入しているにもかかわらず、インド・ロシア・ペルシャ湾沿岸アラブ諸産油国・大多数のアメリカ合衆国州など、世界で最も二酸化炭素排出に責任がある国々は導入を拒み続けている。オーストラリアは2012～2014年炭素価格制度が存在していた。2024年時点で世界最大の二酸化炭素排出国の中国はETSを導入しているものの、その炭素価格は2024年で1トンあたりわずか14.6ドルで、これでも過去最高値である。
気候変動に関する政府間パネルによると、炭素排出量を温暖化1.5℃の上限内に抑えるためには、2030年に1トンあたり135ドル〜5500ドル、2050年には245ドル〜13,000ドルの価格水準が必要であるとされている。社会的炭素費用に関する最新のモデルでは、経済的フィードバックと世界GDP成長率の低下により、1トンあたり300ドルを超える損害が計算されているが、政策上の推奨額は約50ドルから200ドルの範囲である:2。中国のETSを含む多くの炭素価格制度では、1トンあたり10ドル前後にとどまっている。一つの例外は欧州連合排出取引制度（EU-ETS）であり、2023年2月には1トンあたり100ユーロを超えた。
炭素価格は、再生可能エネルギー発電でなくともCCGTガスタービンのような効率的な化石燃料技術を使用する動機を与える点でも有効である。
2020年の研究によれば炭素価格は、裕福な工業化された民主主義国の経済成長を損なっていない。

## 炭素税とETSの比較
炭素税では企業が排出する炭素に対して課税される。一方ETSは政府が排出上限を設定し企業に民間市場で取引可能な排出許可を割り当てる。許可を持たない排出者は許可価格を超える罰則を受ける。その他すべてが等しいと仮定すると、市場は自動的に排出枠を満たすレベルまで炭素価格を調整する。EU-ETSはこの方式を採用しており、2005年から2009年には比較的強い炭素価格をもたらしたが、その後の供給過剰と世界金融危機によって弱体化した。2018年以降の政策変更により炭素価格は再び急上昇し、2023年2月には1トンあたり100ユーロを超えた。
ETSは排出者が排出量に定量的な上限を設けることで機能しその結果、価格は自動的にその目標に調整される。これは固定炭素税に対する主な利点である。一方で炭素税のほうが広範囲での執行が容易であるとされる。ブリティッシュ・コロンビア（カナダ）では、炭素税がその立法後わずか５か月で施行され、その単純さと即効性が有効であることが実証された。ETSは価格の安定性を確保するため下限および上限の制約を含めることができ、ハイブリッド型と呼ばれることが多い:47。価格がこれらの間で調整される範囲では、これは税金と見なすこともできる。上限は一定価格で市場に追加の排出枠を投入することで実施され、下限価格はそれ以下の価格で市場に販売を認めないことで維持される。たとえば米国東海岸州の地域温室効果ガスイニシアティブ（RGGI）では、費用抑制条項によって排出許可価格の上限を設定している。
ほとんどのETSは、通常毎年一定の割合で減少する排出上限（キャップ）を設けており、これにより市場に確実性を与え排出削減が時間とともに確実に実施されることを保証する。一方炭素税は排出削減の予測は可能ではあっても、それが気候変動の進行を変えるには不十分な場合もある。減少する排出上限は明確な削減目標設定を促しその達成度を測定する仕組みを提供するとともに、硬直的な税とは異なり柔軟性を持たせることができる。ETSにおける排出許可（アローワンス）の提供は、排出量の目標水準に対してより正確な確実性が求められる状況において推奨されている。
ETSでは排出枠の「バンキング（繰り越し）」が認められている場合が多い。これは排出枠を将来に使用するために保存しておくことができる仕組みである。これにより将来の炭素価格上昇を見越して初期段階で余分に遵守することが可能となり、排出枠価格を安定させる効果がある。
炭素価格の経済的性質の多くはそれがETSであれ税制度であれ共通しているが、いくつかの重要な違いが存在する。ETSでの上限制度に基づく価格はより変動性が高く、投資家・消費者・そして排出権を競売にかける政府にとってリスクが大きい。またETS上限制度は、再生可能エネルギー補助金のような非価格的政策の効果を打ち消す傾向があるのに対し、炭素税はそうではない。
ETSと炭素税は、再生可能エネルギー補助金などの非価格政策との相互作用において異なる。IPCCはこれを以下のように説明している：「炭素税は再生可能エネルギー供給への補助金のような政策に対し、環境的な追加効果を持ち得る。これに対しETSにおいては、キャップが拘束的（すなわち排出に関する意思決定に影響を与える程度に厳しい）である場合、他の政策たとえば再生可能エネルギー補助金は、キャップの適用期間内においては、追加的な排出削減効果を持たない。」:29
産業界が炭素税からの免除を求めてロビー活動を行いそれが成功する場合もある。その場合排出者は削減努力を放棄しうるため、ETSのほうが炭素排出者に削減努力を促すのに効果的とされている。しかしその一方で、ETSには排出枠の無償配分による腐敗行動につながる可能性もある。

## ETS以外の排出量取引
ETS以外にも排出量取引は、プロジェクトベースの制度、すなわちクレジットまたはオフセット制度を指す場合がある。これらの制度では承認されたプロジェクトによる排出削減のクレジットを販売することができる。一般に「追加性（additionality）」の要件があり、既存の規制によって義務付けられている以上の排出削減が求められる。このような制度の一例として、京都議定書の下での「クリーン開発メカニズム」がある。これらのクレジットは他の施設に取引され、キャップETSの遵守のために使用されうる。しかし「追加性」の概念は定義および監視が困難であり、一部の企業は意図的に排出量を増やしそれを削減することで報酬を得るという行為に及んだ。
個人および企業向けのカーボン・オフセットは、Carbonfund.org のようなカーボン・オフセット販売業者を通じて購入することができる。

## 履行と現況
21の炭素価格制度の評価では、少なくともそのうち17制度が温室効果ガス排出削減を達成したことが示され削減率は5%から21%の範囲であった。
トンあたり二酸化炭素による社会的損害の正確な金額は気候と経済両方のフィードバック効果に依存しある程度の不確実性が残っている。最新の計算では、増加傾向が示されている。
| 出典                            | 年          | 二酸化炭素トンあたり排出価格 | 備考                                                   |
| ------------------------------- | ----------- | ---------------------------- | ------------------------------------------------------ |
| IWG（省庁間作業部会、米国政府） | 2013 / 2016 | $42                          | 2020年の3％割引のための見積もり中央値                  |
| IWG（省庁間作業部会、米国政府） | 2013 / 2016 | $212                         | 2050年への高インパクト価格 / 3%割引 / 95パーセンタイル |
| ドイツ環境庁                    | 2019        | $199 (180 €)                 | 1%の時間選好を1％とした価格                            |
| ドイツ環境庁                    | 2019        | $708 (640 €)                 | 時間選好なしの価格                                     |
| Kikstra et al.:22               | 2021        | $3372                        | 経済的フィードバックを含む                             |

### 価格水準
全体の約3分の1の制度はトンあたり10ドル未満にとどまり、大多数は40ドル未満である。一つの例外はEU-ETSの急激な価格上昇であり、2021年9月には60ドルに達した。スウェーデンとスイスはトンあたり100ドルを超える。炭素価格がますます重要な役割を果たしているとはいえ、燃料や電力の最終消費者価格は各国の個別の税制や条件に依存していることから、依然としてエネルギー税・付加価値税（VAT）・公共料金やその他の要素が、国ごとの価格差の主な原因となっている。

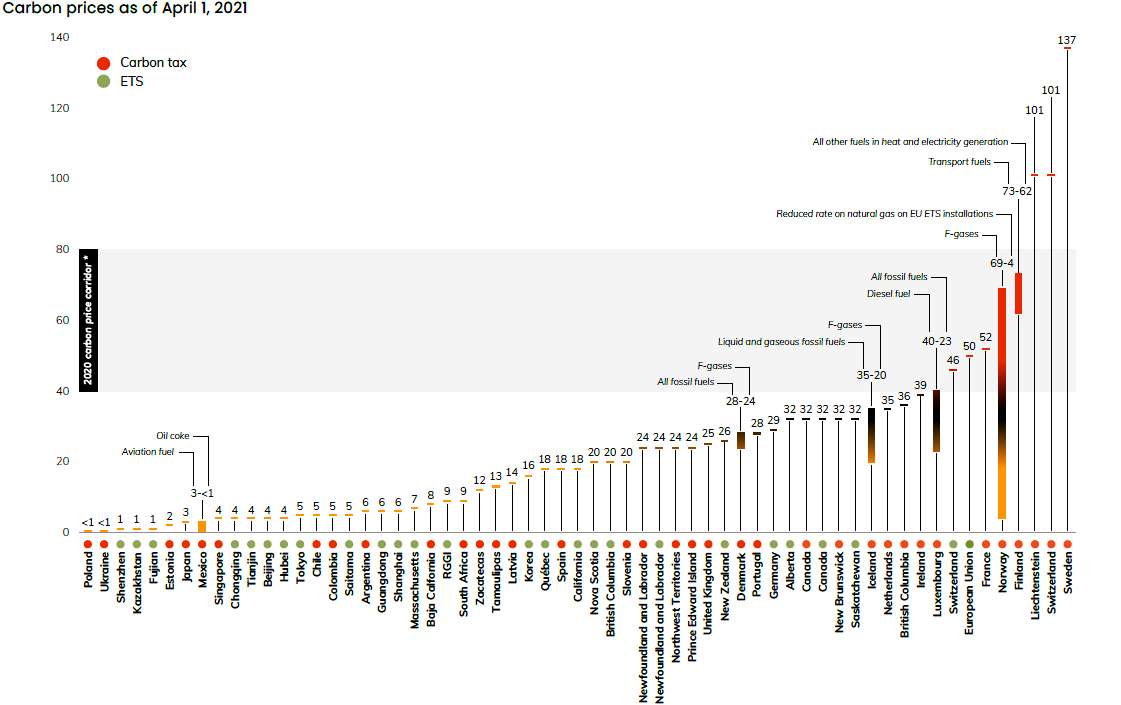
2021年の炭素価格（米ドル）。オレンジ：炭素税、鶯色：ETS。

### 化石燃料価格高騰と公共への影響
2021年の化石燃料の予期せぬ高騰により、社会的負担を避けるため炭素価格の引き上げを延期すべきか否かの議論が起こった。しかしその一方で炭素価格による一人当たりの配分による公共への還元が実施されれば、エネルギー消費量の少ない貧困層はむしろ恩恵を受け、炭素価格が高くなるほどその恩恵は大きくなる。ただし個別の状況を見ると、遠距離通勤する人や断熱性能の低い住宅に住む人々（すなわちより多くのエネルギーを日々の生活を維持するために必要とする人々）には補償が適用されない。彼らはエネルギー使用量を減らすための投資余力（電気自動車や断熱性住宅など）を持たないかぎり、融資や補助金が必要である。

### 収益政策
炭素価格歳入の標準的な用途は：
- 一人当たりの配分による公共への還元[40]：安価な風力・太陽光発電が普及するまでの間のエネルギー価格上昇リスクの補償となる。一般にカーボンフットプリントが大きい富裕層は多く支払い、貧困層は恩恵を受ける可能性がある。
- 再生可能エネルギー移行を促進する補助金
- 研究・公的交通・カーシェアリング・カーボンニュートラルを促進する政策
- ネガティブエミッションへの補助金：バイオ炭炭素除去や炭素捕捉貯留バイオエネルギーなどの技術によっては、ネガティブエミッション生成のコストは1トンあたり150〜165ドルであり[41]、過去の排出量（合計1,700Gt）[42]を除去するコストを上回るほどの価格での排出枠オークションが理論的に可能である。

### 適用と範囲
炭素価格導入国では排出量の約40～80%が対象とされている。これらの制度は詳細においてはそれぞれ異なっており、燃料・輸送・暖房・農業や二酸化炭素以外の温室効果ガス（メタンやフロンなど）を含めるか含めないかといった点が異なる。多くのEU加盟国ではEU-ETSと国内ETSの２つが共存しており、前者は発電と大規模産業の排出を対象とし、後者または炭素税は、個人消費向けの化石燃料に対して異なる価格付けを行っている。
| 国 /地域     | タイプ | シェア | 適用範囲 / 備考                       | 2020年の歳入（単位：10億ドル）       |
| EU           | ETS    | 39%    | 産業、電力、EU域内航空                | 22.5                                 |
| 中国         | ETS    | 40%    | 電気、地域暖房                        | （2021開始）                         |
| カナダ       | 炭素税 | 22%    | 全国価格設定、追加税、および各州のETS | 3.4                                  |
| フランス     | 炭素税 | 35%    | EU-ETS非加盟国。                      | 9.6                                  |
| ドイツ       | ETS    | 40%    | EU-ETS非加盟国。輸送、暖房            | （2021開始、見込み8.18（74億ユーロ） |
| 日本         | 炭素税 | 75%    |                                       | 2.4                                  |
| スウェーデン | 炭素税 | 40%    | 交通、建物、産業、農業                | 2.3                                  |

### カーボンリーケージへの影響
カーボンリーケージとは、ある国/部門での排出規制が、同様の規制がない他国/他部門の排出量に与える影響のことである。例えば、大量の炭素排出を伴う産業がある国から規制の緩い他国へ移転することで、その移転先国を通じて世界全体の排出量が増加してしまう可能性があり、これがカーボンリーケージである。
リーケージ率とは、国内排出削減策を行っている国々以外での二酸化炭素の排出増加量を、排出削減策を行っているそれら国々での排出削減量で割った数字である。すなわちリーケージ率100%以上とは、ある国での排出削減措置が他国からの排出量増加をもたらし、結果的に世界全体の排出量が増加したことを意味する。
1997年の京都議定書下での行動に関するリーケージ率の推定値は、価格競争力の低下の結果として5～20%の範囲であったが、これらの推定値には大きな不確実性があるとされていた。エネルギー集約型産業について技術開発を通じた附属書I国の行動の好影響が大きい可能性があるとされたが、この効果が信頼性を持って定量化されていなかったからである。2007年のIPCC第4次評価報告書によれば、当時実施されていた排出削減措置、例えばEU-ETSによる競争力喪失は幸いに重大ではなかったと結論づけられている。
途上国の間では、気候変動に関する貿易交渉の議論が高所得国によるグリーン保護主義につながりうると懸念されている。グリーン保護主義とは環境に負荷の高い製品やサービスの輸入関税など、環境保護を名目とした保護主義を指す。途上国は気候変動に対する寄与が通常僅かであるにもかかわらず、輸入品へのエコ関税（"仮想炭素"）をトン当たり50ドルの炭素価格に対応する水準で課されると、低所得な途上国にとっては大きな負担となる。2010年には世界銀行が、このような競争条件が不平等な国境税の導入は貿易措置の乱立につながると指摘した。

## 製品消費者小売価格への影響
以下の表に100米ドルに相当する炭素価格（CP）の例を示す（単位：米ドル＄）。食品に関する計算はすべて、メタン排出の影響を含めた換算二酸化炭素総排出量に基づいている。
| エンジン燃料           | CP    |
| ---------------------- | ----- |
| 1 リットル、 ガソリン  | $0.24 |
| 1 リットル、ディーゼル | $0.27 |

| 旅行                                                     | CP      | 備考 |
| -------------------------------------------------------- | ------- | --- |
| 500キロメートル自動車旅行、乗客1名                       | $8.40   | 100 kmあたり7 Lのガソリン消費で計算                                                                         |
| 500キロメートルジェット機、1席あたり                     | $6.70   | キロメートルあたり二酸化炭素0.134 キログラム、ニュージーランド国内線、A320、173席、全席満席、放射強制力乗数 |
| 500キロメートル小型航空機、1席あたり                     | $32.95  | キロメートルあたり二酸化炭素0.659 キログラム、ニュージーランド国内線、50席未満、全席満席                    |
| 5000キロメートルジェット機、エコノミークラス、1 席あたり | $76.50  | キロメートルあたり二酸化炭素0.153 キログラム、3700キロメートル以上                                          |
| 5000キロメートルジェット機、ファーストクラス、1 席あたり | $292.50 | キロメートルあたり二酸化炭素0.585 キログラム、3700キロメートル以上                                          |

| 発電（１キロワット時あたり）         | CP    |
| ------------------------------------ | ----- |
| 褐石炭                               | $0.11 |
| 硬石炭                               | $0.10 |
| 天然ガス                             | $0.06 |
| 天然ガス（複合サイクルガスタービン） | $0.04 |

| 暖房                     | CP    |
| ------------------------ | ----- |
| １キロワット時、天然ガス | $0.02 |
| １キロワット時、灯油     | $0.03 |
| 1 リットル、灯油         | $0.29 |

| 食品（１キログラム当たり） | CP （原料農作物） | CP （ライフサイクルアセスメント） | 出典 / 備考                  |
| -------------------------- | ----------------- | --------------------------------- | ---------------------------- |
| 羊肉                       | $2.04             | $3.92                             | [ 55 ]                       |
| 牛肉                       | $1.52             | $2.70                             | 熱帯雨林の土地利用では$33.50 |
| バター                     | $1.47             |                                   | [ 56 ]                       |
| チーズ                     | $0.98             | $1.35                             | [ 55 ]                       |
| 豚肉                       | $0.46             | $1.21                             | [ 55 ]                       |
| 米                         | $0.24             | $0.27                             | 白米                         |
| 鶏肉                       | $0.23             | $0.69                             | [ 55 ]                       |
| 魚                         | $0.41             | $0.61                             | 鮭 / ツナ缶                  |
| 鶏卵                       | $0.20             | $0.41                             | 1個100 gで計算               |
| ナッツ                     | $0.13             | $0.23                             | [ 57 ]                       |
| 牛乳                       | $0.11             | $0.19                             | 1リットル、2%脂肪            |
| 豆腐                       | $0.07             | $0.20                             | [ 57 ]                       |
| 馬鈴薯                     | $0.03             | $0.29                             | 東アイダホ産で計算           |

## 環境経済学的議論
2013年末ウィリアム・ノードハウスは『The Climate Casino』を出版し、そこで国際的な炭素価格の構想を提示した。この制度では、各国が炭素価格へのコミットメントを行うが、特定の政策に対する義務は課さない。炭素税・キャップETS制度・ハイブリッドETS制度のいずれも、このコミットメントを満たす手段として使用可能である。同時期にマーティン・ワイツマンが理論的研究を発表し、このような制度により国際合意がはるかに容易に達成されると主張した。一方各国の排出目標に焦点を当てるアプローチでは、合意の達成が引き続き困難であるとされた。同様の見解は、ジョセフ・スティグリッツによって以前から議論されており複数の論文においても提示されてきた。この「価格コミットメント」アプローチは、世界銀行および国際通貨基金（IMF）による独立した立場からの支持により、大きな支持を獲得しているようである。
1997年には、「気候変動に関する経済学者の声明」が、9人のノーベル賞受賞者を含む2500人以上の経済学者によって署名された。この声明は、炭素価格の経済的意義を以下のようにまとめている：「気候変動を抑制する最も効率的な方法は、市場ベースの政策を通じたものである。世界が最小のコストで気候目標を達成するためには、国際的な協力、例えば国際的な排出権取引協定が必要である。米国およびその他の国々は、炭素税や排出権のオークションのような市場メカニズムを通じて、最も効率的に気候政策を実施することができる。」この声明は、炭素価格が再生可能エネルギー補助金や排出源の直接規制と異なり市場メカニズムであると主張しており、したがって、米国および他国が気候政策を最も効率的に実施する手段であるとしている。
西村六善が提案した新たな「量的コミットメント」アプローチは、すべての国が同じ地球全体の排出目標にコミットすることを求めている。「政府の集会」がその目標に相当する排出許可証を発行し、すべての上流の化石燃料供給者がそれらを購入することが義務付けられる。
炭素価格の経済学は、炭素税であれETSであれ基本的には同じである。キャップのリスクを考えなければ両者の価格は効率的であり、社会的コストも同じであり、排出枠がオークションで配分される場合には利益に与える影響も同じである。しかし一部の経済学者は、キャップETSでは再生可能エネルギー補助金のような価格以外の政策が排出削減に寄与しなくなると主張している。一方で他の経済学者は、キャップETSこそが実際に排出削減を保証する唯一の方法であり、炭素税では排出できる余裕のある者が排出を続けることを防げないと主張している。

## 引用
1. ↑  “What is a carbon price and why do we need one?”.  London School of Economics. 2019年5月15日時点のオリジナルよりアーカイブ。2019年5月15日閲覧。
2. ↑  Hagman, David; Ho, Emily; Loewenstein, George (June 2019). “Nudging out support for a carbon tax”. Nature Climate Change 9 (6):  484–489. Bibcode: 2019NatCC...9..484H. doi:10.1038/s41558-019-0474-0.  オリジナルのJanuary 28, 2020時点におけるアーカイブ。 2019年9月3日閲覧。.
3. ↑  N. Gregory Mankiw (2009年). “Smart Taxes: An Open Invitation to Join the Pigou Club”.   Eastern Economic Journal. 2014年8月16日時点のオリジナルよりアーカイブ。2014年8月3日閲覧。
4. ↑  “What is Carbon Pricing? | Carbon Pricing Dashboard”. carbonpricingdashboard.worldbank.org. 2021年3月11日時点のオリジナルよりアーカイブ。2021年3月14日閲覧。
5. ↑  “Tax carbon, not people: UN chief issues climate plea from Pacific 'frontline'”. The Guardian. (2019年5月15日).  オリジナルの2019年5月15日時点におけるアーカイブ。 2019年5月15日閲覧。
6. ↑  World Bank 2021, p. 23
7. 1 2  “China's National ETS Launches Trading”.   Latham & Watkins. 2021年9月7日閲覧。
8. ↑  “State and Trends of Carbon Pricing 2023”.   World Bank Group. 2023年6月2日閲覧。
9. ↑  “GHG emissions of all world countries 2024 report”. 2025年5月15日閲覧。
10. ↑  L, Jennifer (2024年10月16日). “China Carbon Prices Reach All-Time High At $14.62 Per Ton” (英語). Carbon Credits. 2025年5月16日閲覧。
11. ↑  IPCC SR15 Ch4 2018, p. 374
12. 1 2  Kikstra 2021
13. 1 2  “Carbon Price Viewer”.   EMBER. 2021年9月15日時点のオリジナルよりアーカイブ。2021年9月7日閲覧。
14. ↑  Sterkhov, K. V.; Khokhlov, D. A.; Zaichenko, M. N.; Pleshanov, K. A. (2021-12-15). “A zero carbon emission CCGT power plant and an existing steam power station modernization scheme”. Energy 237:  121570. doi:10.1016/j.energy.2021.121570. ISSN 0360-5442.
15. ↑  “CCGTs: Flexible Facilities that Complement Renewable Energies and Contribute to the Stability of the Power Grid” (英語). TotalEnergies.com. 2025年5月15日閲覧。
16. ↑  “Expert Commentary:  How Does Carbon Pricing Shape Coal-to-Gas Transition?  June 2024”. www.gecf.org. 2025年5月15日閲覧。
17. ↑  Driscoll, Daniel (January 2020). “Do Carbon Prices Limit Economic Growth?” (英語). Socius: Sociological Research for a Dynamic World 6:  237802311989832. doi:10.1177/2378023119898326. ISSN 2378-0231.
18. 1 2  Robert N. Stavins (2007年). “A U.S. Cap-and-Trade System to Address Global Climate Change”.   The Hamilton Project. 2019年3月31日閲覧。
19. ↑  EPA (2009年). “Cap and Trade: Frequent Questions”. 2014年11月13日時点のオリジナルよりアーカイブ。2014年8月3日閲覧。
20. 1 2  “Putting a Price on Carbon: An Emissions Cap or a Tax? by”.   Yale Environment 360 (2009年5月7日). 2010年8月2日時点のオリジナルよりアーカイブ。2010年8月6日閲覧。
21. ↑  IMF (2014年). “Factsheet: Climate, Environment, and the IMF”.   International Monetary Fund. 2014年8月8日時点のオリジナルよりアーカイブ。2014年8月2日閲覧。
22. ↑  IPCC (2014年). “Social, Economic and Ethical Concepts and Methods”.   UN. 2014年6月29日時点のオリジナルよりアーカイブ。2014年8月3日閲覧。
23. ↑  “Carbon Pricing 101” (英語). Union of Concerned Scientists. 2019年9月24日時点のオリジナルよりアーカイブ。2019年10月11日閲覧。
24. ↑  Tamiotti, Ludivine, ed (2009). Trade and climate change: a report by the United Nations Environment Programme and the World Trade Organization. Geneva: World Trade Organization. ISBN 978-92-870-3522-6
25. ↑  Chen, Yihsu; Tanaka, Makoto (2018-03-01). “Permit banking in emission trading: Competition, arbitrage and linkage”. Energy Economics 71:  70–82. doi:10.1016/j.eneco.2018.01.032. ISSN 0140-9883.
26. ↑  Cap and trade programs for greenhouse gas. iasplus.com
27. ↑  IPCC (2014年). “IPCC 2014: Summary for Policymakers: Mitigation of Climate Change”.   UN. 2014年7月2日時点のオリジナルよりアーカイブ。2014年8月3日閲覧。
28. ↑  Smith, S. (2008年6月11日). “Environmentally Related Taxes and Tradable Permit Systems in Practice”.  OECD, Environment Directorate, Centre for Tax Policy and Administration. 2010年4月26日閲覧。
29. ↑  World Bank (2009-11-06) (英語). World Development Report 2010: Development and Climate Change. The World Bank. doi:10.1596/978-0-8213-7987-5. ISBN 978-0-8213-7987-5
30. ↑  Benito Müller (2009年). “Additionality in the Clean Development Mechanism”.   Oxford Institute for Energy Studies. 2014年8月10日時点のオリジナルよりアーカイブ。2014年7月26日閲覧。
31. ↑  Types of Trading Archived October 25, 2012, at the Wayback Machine.. Clean Air Market Programs. Retrieved July 8, 2012.
32. ↑  Szabo, Michael (2010年6月14日). “Firms abusing Kyoto carbon trading scheme: watchdog”. Reuters 2010年8月5日閲覧。
33. ↑  “For Individuals - Offset Your Carbon Footprint” (英語). Carbonfund.org. 2021年7月16日時点のオリジナルよりアーカイブ。2021年7月21日閲覧。
34. ↑  “For Businesses - Offset Your Corporate Footprint” (英語). Carbonfund.org. 2021年7月21日時点のオリジナルよりアーカイブ。2021年7月21日閲覧。
35. ↑  “Carbon Offset Retailer” (英語). Carbonfund.org. 2021年7月21日時点のオリジナルよりアーカイブ。2021年7月21日閲覧。
36. ↑  Döbbeling-Hildebrandt, Niklas; Miersch, Klaas; Khanna, Tarun M.; Bachelet, Marion; Bruns, Stephan B.; Callaghan, Max; Edenhofer, Ottmar; Flachsland, Christian et al. (2024-05-16). “Systematic review and meta-analysis of ex-post evaluations on the effectiveness of carbon pricing” (英語). Nature Communications 15 (1):  4147. doi:10.1038/s41467-024-48512-w. ISSN 2041-1723. PMC 11099057. PMID 38755167.
37. ↑  IWG 2016, p. 4
38. ↑  Matthey, Astrid; Bünger, Björn (11 February 2019). Methodological Convention 3.0 for the Assessment of Environmental Costs (PDF) (Report). German Environment Agency. p. 8. 2021年11月10日時点のオリジナルよりアーカイブ (PDF). 2021年9月13日閲覧.
39. ↑  World Bank 2021, p. 13
40. ↑  Held, Benjamin (2019). “Carbon Dividend – An Instrument for a Socially Just Environmental and Climate Policy?” (de, en). Wirtschaftsdienst 1:  53–60. doi:10.1007/s10273-019-2395-y. hdl:10419/213707.  オリジナルのMay 12, 2021時点におけるアーカイブ。 2021年5月11日閲覧。.
41. ↑  Werner, C.; Schmidt, H-P; Gerten, D.; Lucht, W.; Kammann, C. (2018). “Biogeochemical potential of biomass pyrolysis systems for limiting global warming to 1.5 °C”. Environmental Research Letters 13 (4):  044036. Bibcode: 2018ERL....13d4036W. doi:10.1088/1748-9326/aabb0e.
42. ↑  “More than half of all CO2 emissions since 1751 emitted in the last 30 years”.   IEEE (2020年4月29日). 2025年5月10日閲覧。
43. 1 2 3  World Bank 2021, pp. 29–30
44. ↑  “Carbon Taxes in Europe 2020”.   Tax Foundation. 2021年9月13日時点のオリジナルよりアーカイブ。2021年9月13日閲覧。
45. ↑  “ICAP ETS-Map”.   ICAP. 2021年8月31日時点のオリジナルよりアーカイブ。2021年9月13日閲覧。
46. ↑  “Bund erwartet Rekorderlöse aus CO2-Rechten” (ドイツ語). Tagesschau.   ARD (2021年8月2日). 2021年8月17日時点のオリジナルよりアーカイブ。2025年5月10日閲覧。
47. ↑  “The carbon tax in Sweden”.   German Federal Ministry for the Environment, Nature Conservation and Nuclear Safety (BMU) / adelphi. 2021年4月13日時点のオリジナルよりアーカイブ。2021年9月13日閲覧。
48. 1 2 3  Barker, T. (2007). “Mitigation from a cross-sectoral perspective”. In B. Metz. Climate Change 2007: Mitigation. Contribution of Working Group III to the Fourth Assessment Report of the Intergovernmental Panel on Climate Change. IPCC.  オリジナルの2011-06-08時点におけるアーカイブ。 2010年4月5日閲覧。
49. ↑  “World Development Report 2010: Development and Climate Change”.   World Bank. p. 251 (2010年). 2016年3月4日時点のオリジナルよりアーカイブ。2010年4月6日閲覧。
50. 1 2  NZ Govt 2020, p. 22
51. 1 2  NZ Govt 2020, p. 60
52. 1 2  NZ Govt 2020, p. 64
53. ↑  Quaschning 2021
54. ↑  NZ Govt 2020, p. 20
55. 1 2 3 4 5 6 7 8  EWG 2011, p. 19,23
56. ↑  WWF 2012
57. 1 2 3  EWG 2011, p. 45
58. ↑  EWG 2011, p. 46
59. ↑  William D. Nordhaus (2013). The Climate Casino. Yale University Press. ISBN 978-0300189773
60. ↑  Martin Weitzman (2013年). “Can Negotiating a Uniform Carbon Price Help to Internalize the Global Warming Externality?”.   World Bank. 2014年10月20日時点のオリジナルよりアーカイブ。2014年8月1日閲覧。
61. ↑  Joseph Stiglitz (2010年). “Overcoming the Copenhagen Failure”.   Project Syndicate. 2014年8月12日時点のオリジナルよりアーカイブ。2014年7月26日閲覧。
62. ↑  “A Compete Collection of Carbon-Price-Commitment Papers”. 2014年8月11日時点のオリジナルよりアーカイブ。2014年8月4日閲覧。
63. ↑  Davenport, Coral (2016年4月23日). “Carbon Pricing Becomes a Cause for the World Bank and I.M.F.”. The New York Times.  オリジナルの2016年4月24日時点におけるアーカイブ。 2016年4月25日閲覧。
64. ↑  Nine Nobel Laureates (1997年). “Economists' Statement on Climate Change”.   Redefining Progress. 2016年3月4日時点のオリジナルよりアーカイブ。2014年2月25日閲覧。
65. ↑  Mutsuyoshi Nishimura (2014). “A new market-based solution achieving 2C and equity”. Wiley Interdisciplinary Reviews: Energy and Environment 4:  133–138. doi:10.1002/wene.131.